# Porrog
Porrog là một thị trấn thuộc hạt Somogy, Hungary. Thị trấn này có diện tích 14,02 km², dân số năm 2010 là 243 người, mật độ 17 người/km².